# Isopentylpentylphthalat
Isopentylpentylphthalat ist eine chemische Verbindung aus der Gruppe der Phthalsäureester.

## Eigenschaften
Isopentylpentylphthalat ist eine farblose ölige Flüssigkeit.

## Verwendung
Isopentylpentylphthalat wird als Weichmacher verwendet.

## Toxizität
Isopentylpentylphthalat ist reproduktionstoxisch und sehr giftig für Wasserorganismen.

## Sicherheitshinweise und gesetzliche Regelungen
Isopentylpentylphthalat wurde im Dezember 2012 aufgrund seiner Einstufung als reproduktionstoxisch (Reprod. 1B) in die Kandidatenliste der besonders besorgniserregenden Stoffe (Substance of very high concern, SVHC) aufgenommen.
Danach wurde Isopentylpentylphthalat im Juni 2017 in das Verzeichnis der zulassungspflichtigen Stoffe mit dem Ablauftermin für die Verwendung in der EU zum 4. Juli 2020 aufgenommen.